# A Moment of Imperfect Clarity
A Moment of Imperfect Clarity é o quarto álbum de estúdio da banda Spoken, lançado em 2 de Setembro de 2003.
| Críticas profissionais                                                      | Críticas profissionais |
| Avaliações da crítica                                                       | Avaliações da crítica  |
| Fonte                                                                       | Avaliação              |
| --------------------------------------------------------------------------- | ---------------------- |
| allmusic                                                                    | [ 3 ]                  |
| Jesus Freak Hideout                                                         | [ 4 ]                  |
| Esta tabela precisa de ser acompanhada por texto em prosa. Consulte o guia. |                        |

## Faixas
1. "Across These Waters" — 2:31
2. "Promise" — 4:27
3. "A Breath in the Fog" — 5:11
4. "Falling Further" — 3:33
5. "Sleep Well Tonight" — 4:10
6. "A World Away" — 4:21
7. "Learning to Forget" — 4:46
8. "In Dreams" — 3:06
9. "Seasons Change" — 3:45
10. "Remembered" — 3:42
11. "How Long" — 5:36